# THX 1138
THX 1138 és una pel·lícula de ciència-ficció social estatunidenca del 1971 coescrita i dirigida per George Lucas en el seu debut com a director. Produïda per Francis Ford Coppola i coescrita per Walter Murch, la pel·lícula és protagonitzada per Robert Duvall i Donald Pleasence, amb Don Pedro Colley, Maggie McOmie, i Ian Wolfe en papers secundaris. La pel·lícula està ambientada en un futur de distòpia en què els ciutadans estan controlats per la policia androide i l'ús obligatori de drogues que suprimeixen les emocions.
THX 1138 va ser desenvolupada a partir de la pel·lícula d'estudiant de Lucas de 1967 Electronic Labyrinth: THX 1138 4EB, que va crear mentre assistia a l'USC School of Cinematic Arts. El llargmetratge va ser produït en una empresa conjunta entre Warner Bros. i American Zoetrope. Una novel·la de Ben Bova es va publicar el 1971.
La pel·lícula va rebre ressenyes diverses de la crítica i va tenir un rendiment inferior a la taquilla en el seu llançament inicial, però posteriorment ha rebut elogis de la crítica i ha guanyat un seguidor de culte, sobretot després de l'èxit de Lucas amb Star Wars (1977). L'any 2004 es va publicar una versió del director preparat per Lucas.

## Trama
En el futur distòpic, les relacions sexuals i la reproducció estan prohibides, i les drogues que alteren la ment són obligatòries per fer complir les obligacions als ciutadans i garantir la seva capacitat. per conduir tasques perilloses i exigents. Les emocions i el concepte de família són tabú. Els treballadors porten uniformes blancs idèntics i s'afaiten el cap per emfatitzar la uniformitat, de la mateixa manera amb els androide de la policia que vesteixen de negre i els monjos amb túnica. En lloc de noms, les persones tenen designacions amb tres lletres arbitràries (anomenades "prefix") i quatre dígits, que es mostren en una insígnia d'identitat usada en tot moment.
A les seves feines als centres de control centrals de vídeo, SEN 5241 i LUH 3417 mantenen la vigilància a la ciutat. LUH té un company de pis anomenat THX 1138, que treballa en una fàbrica que produeix agents de policia Android. Al principi de la història, THX acaba el seu torn mentre els altaveus insten els treballadors a "augmentar la seguretat" -i els feliciten per haver perdut només 195 treballadors en l'últim període- davant els 242 de la fàbrica competidora.
De camí cap a casa, s'atura a una cabina de confessió en una fila de moltes, i relata les seves preocupacions i murmura oracions sobre "festa" i "misses", sota el retrat de "OMM 0000", a l'estil de Jesucrist. Una veu calmant saluda THX, i OMM acaba la confessió amb una salutació de comiat: "Ets un veritable creient, benediccions de l'Estat, benediccions de les masses. Treballa dur, augmenta la producció, evita accidents i sigues feliç".
A casa, THX pren les seves drogues i mira holotransmissions mentre interactua amb un dispositiu de masturbació. LUH substitueix secretament les píndoles que té en el seu poder pels medicaments de THX, fent-li desenvolupar nàusees, ansietat i desitjos sexuals. LUH i THX s'impliquen sentimentalment i tenen sexe. Més tard, THX s'enfronta a SEN, que intenta fer que THX es converteixi en el seu nou company d'habitació, però THX presenta una queixa contra SEN pel canvi il·legal de patró de torn.
Sense drogues al seu sistema, THX trontolla durant una fase crítica i perillosa del seu treball, i un centre de control activa un "bloqueig mental" a THX que augmenta el nivell de perill. Després de l'alliberament del bloqueig mental, THX fa la correcció necessària a aquesta fase de treball. THX i LUH són arrestats i THX se sotmet a teràpia farmacològica i anàlisi mèdica. Gaudeix d'una breu reunió amb LUH, però es veu interrompuda poc després que ella reveli el seu embaràs.
Al judici de THX, s'afirma que THX va néixer clínicament. Es decideix que seria ineficient acabar amb THX, per la qual cosa THX és condemnat a presó, juntament amb SEN. La presó sembla ser un espai totalment blanc sense parets. Un dels presoners és un "habitant de petxines", més tard anomenat "Wookiee". Els altres presoners semblen poc interessats en la fugida. THX i SEN caminen per buscar una sortida. Caminen i caminen, amb només un espai en blanc que es veu al seu voltant. Finalment se'ls uneix l'actor d'holograma SRT 5752, que va protagonitzar les holotransmissions. L'SRT 5752 els mostra la sortida i els suggereix que potser havien anat en cercles. Durant la fugida, THX i SRT estan separats de SEN. Perseguits pels androides de la policia, THX i SRT queden atrapats en un centre de control, del qual THX s'assabenta que LUH s'ha "consumit", i el seu nom ha estat reassignat al seu fetus, numerat 66691, en una cambra de creixement. SEN finalment escapa a una zona reservada per als monjos de l'OMM, on un monjo s'adona que SEN no té cap insígnia d'identificació. SEN l'ataca i més tard s'endinsa en una zona de cria d'infants, enceta una conversa amb els nens i s'asseu sense rumb fins que els androides de la policia el detenen. THX i SRT roben dos cotxes. SRT lluita per esbrinar com conduir el cotxe. Quan finalment SRT fa que el cotxe es mogui, SRT immediatament xoca el seu cotxe contra un pilar de formigó. Després de l'accident, no es troba SRT al vehicle.
Perseguit per dos androides de la policia en motocicletes, THX fuig als límits de la ciutat. Els oficials d'Android continuen perseguint-lo mentre lluita breument amb criatures semblants a simis identificades com a habitants de petxines i arriba a un eix vertical amb una escala d'escapament. El Comandament Central ordena als oficials androides que cessin la seva persecució, amb motiu que la despesa de la seva captura supera el seu pressupost assignat per a THX. Els oficials informen a THX que l'àrea fora de la "closca de la ciutat" és inhabitable en un últim intent de convèncer-lo de rendir-se, però no es desanima i continua pujant l'escala. Aleshores es revela que la ciutat està completament sota terra, i THX ha escapat a la superfície, on és testimoni de la posta del Sol.

## Repartiment
- Robert Duvall com a THX 1138
- Donald Pleasence com a SEN 5241
- Maggie McOmie com a LUH 3417
- Don Pedro Colley com l'actor d'holograma SRT 5752
- Ian Wolfe com l'antic presoner PTO

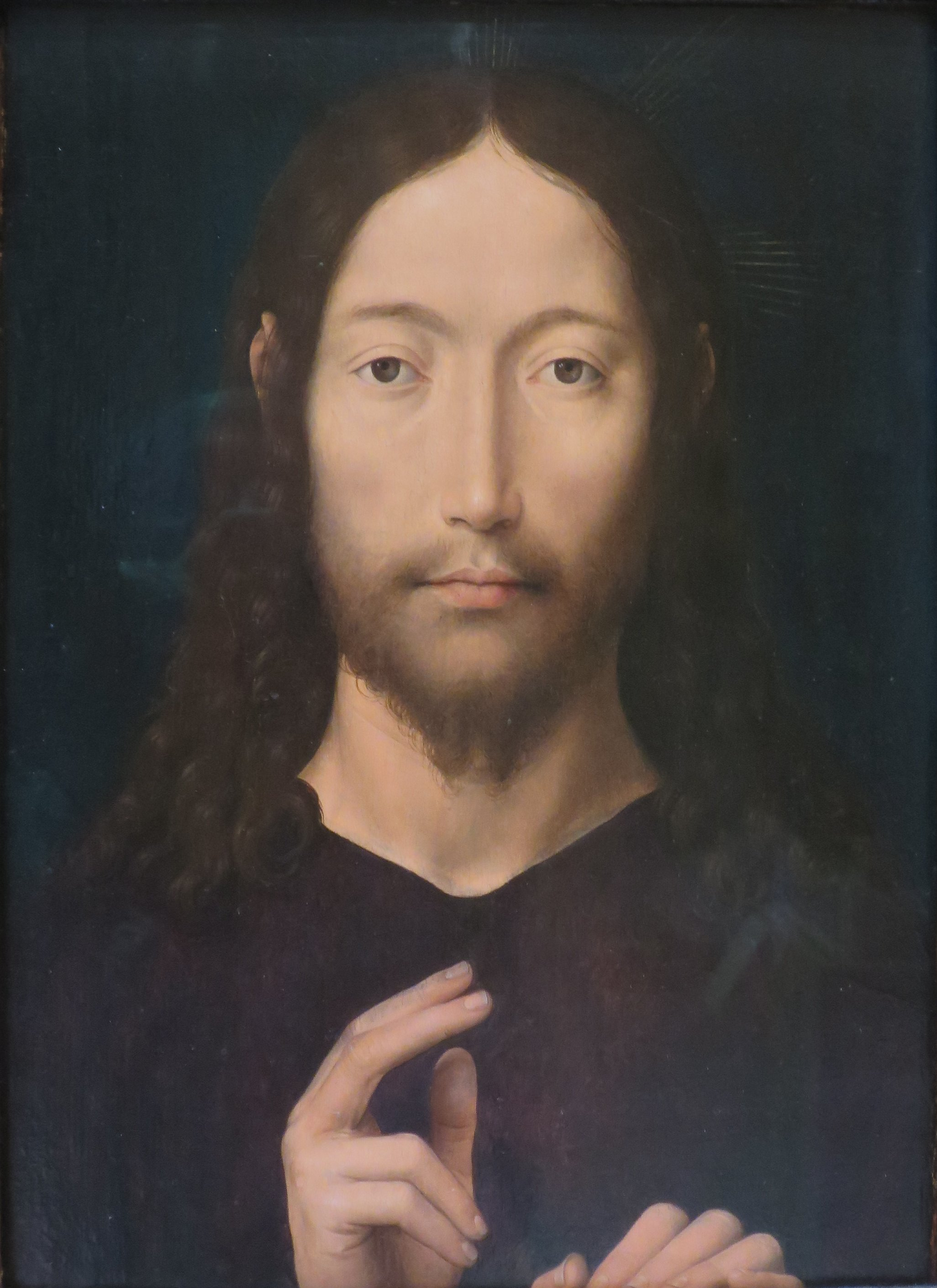
Crist donant la benedicció de Hans Memling (1478) s'utilitza com a representació visual de la deïtat estatal OMM 0000.

- Marshall Efron com a presoner de la TWA
- Sid Haig com a presoner NCH
- John Pearce com a presoner DWY
- James Wheaton com a veu de l'OMM 0910

Les veus dels locutors inclouen les de Scott Beach, Terence McGovern i David Ogden Stiers (que es diu David Ogden Steers), tots els quals tenien vincles amb l’Àrea de la badia de San Francisco, igual que Lucas.

## Producció
THX 1138 és la primera pel·lícula d'un projecte de set pel·lícules prevista per encàrrec de Warner Bros. a l'encarnació de American Zoetrope. Lucas va escriure l'esborrany del guió inicial basant-se en el seu anterior curtmetratge, però Coppola i Lucas van coincidir que no era satisfactori. Walter Murch va ajudar a Lucas a escriure un esborrany final millorat. Per a alguns dels diàlegs de SEN a la pel·lícula, el guió incloïa fragments dels discursos de Richard Nixon.
El guió va requerir que gairebé tot el repartiment s'afaités el cap, ja sigui completament calb o tallat al zero. Com a truc publicitari, es va filmar diversos actors fent-se els primers talls de cabell i afaitat en llocs inusuals, i els resultats es van utilitzar en un reportatge promocional titulat Bald: The Making of THX 1138. Molts dels extres van ser reclutats al proper Synanon, un programa de recuperació d'addiccions que més tard es va convertir en un culte violent.
El rodatge va començar el 22 de setembre de 1969. El programa estava previst per a 35-40 dies i va finalitzar el novembre de 1969. Lucas va filmar THX 1138 en Techniscope.
La majoria dels llocs de rodatge es troben a la zona de San Francisco, inclosos els túnels inacabats del sistema de metro Bay Area Rapid Transit, el Lawrence Livermore National Laboratory, el Marin County Civic Center a San Rafael dissenyat per Frank Lloyd Wright, el Lawrence Hall of Science a Berkeley, l'Aeroport Internacional de San Francisco i en un manipulador remot per una cèl·lula calenta. Diverses escenes mostren un dels IBM System/360 FAA 9020 utilitzat per a la instal·lació de diversos ordinadors de control de trànsit aeri (l'única versió amb un botó "Mode 360" a la consola). Les seqüències d'estudi es van rodar en escenaris de Los Angeles, inclòs un escenari blanc de 30 per 46 metrs per a les seqüències del "limb blanc". Lucas va utilitzar llum completament natural.

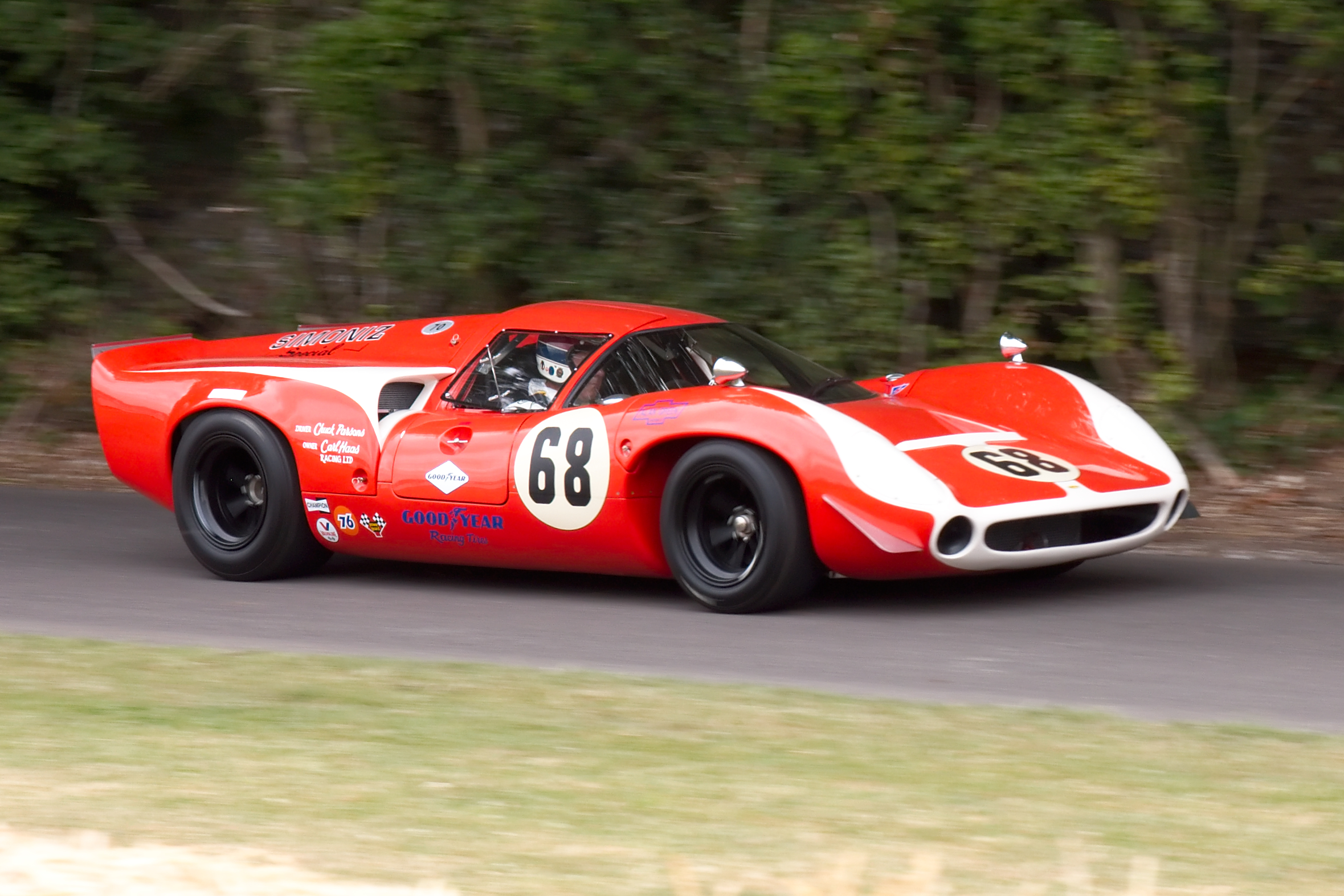
A la pel·lícula es va usar un Lola T70 modificat

L'escena de la persecució mostra dos cotxes de carreres Lola T70 Mk III perseguit per Yamaha TA125/250cc de dos temps, rèplica de motocicletes de cursa a través de dues automocions dels túnels de l'Àrea de la badia de San Francisco: el Túnel de Caldecott entre Oakland i Orinda i el Posey Tube subaquàtic entre Oakland i Alameda. Segons Caleb Deschanel, els cotxes corrien a velocitats de 230 km/hora mentre rodaven la persecució. Altres cotxes que apareixen a la pel·lícula inclouen els cotxes Thomassima fets a mida, un dels quals s'exhibeix al Museu Ferrari a Mòdena.
La persecució compta amb una acrobàcia de motocicleta en la qual l’especialista Ronald "Duffy" Hambleton (acreditat com a Duffy Hamilton) va conduir la seva motocicleta de policia a tota velocitat cap a una bastida caiguda, amb una rampa construïda segons les seves especificacions. Va sobrevolar el manillar, va ser colpejat per la motocicleta aerotransportada, va aterrar al carrer a l'esquena i va xocar contra el cotxe accidentat en què s'havia escapat el personatge de Duvall.

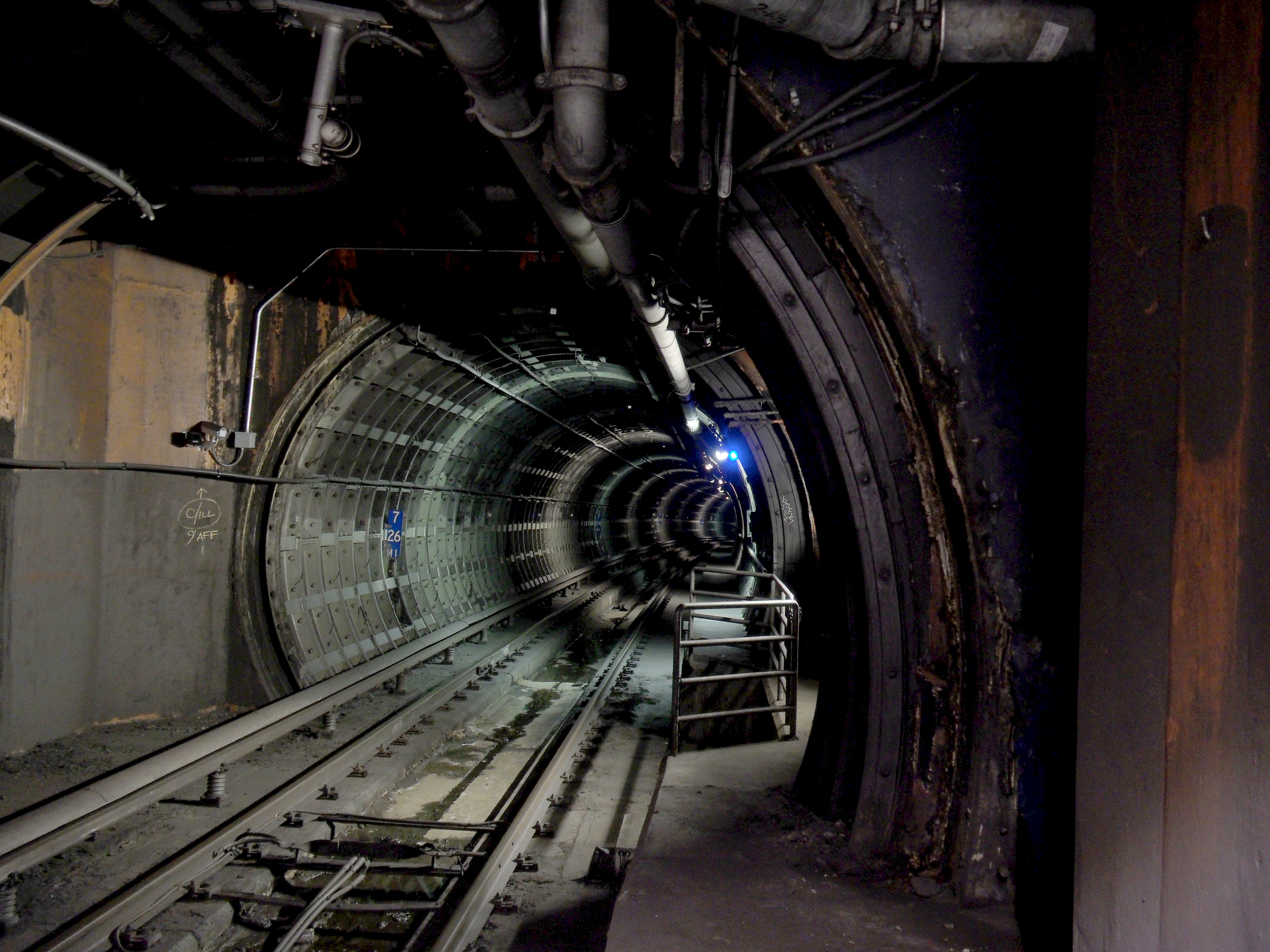
El Transbay Tube sota construcció va servir com a túnel a través del qual THX va escapar

La pujada final de THX a la llum del dia es va filmar (amb la càmera girada 90°) a l'incomplet (i decididament horitzontal) Transbay Tube de la Bay Area Rapid Transit abans de la instal·lació dels suports de la via, amb els actors utilitzant barres de reforç exposades al terra del túnel com una escala. L'escena final en què THX es troba abans de la posta de sol va ser rodada a Port Hueneme (Califòrnia) per una segona unitat del fotògraf Caleb Deschanel i Matthew Robbins, que va interpretar a THX en aquest pla llarg.
Després d'acabar la fotografia, Coppola va programar un any perquè Lucas completés la postproducció. Lucas va editar la pel·lícula amb una taula d’edició K-E-M de fabricació alemanya a la seva casa de Mill Valley durant el dia i Walter Murch va editar el so a la nit, comparant les notes a mesura que acabava cada sessió. Murch va compilar i sincronitzar el muntatge de so, que inclou elements com ara les veus "aèries", la xerrada radiofònica i els anuncis.
En acabar l'edició, Coppola se la va portar als financers de Warner Bros. Als executius de l'estudi no els va agradar la pel·lícula i van insistir que Coppola proporcionés el negatiu a un editor intern, que va tallar uns quatre minuts de la pel·lícula abans de l'estrena.

## Banda sonora
La banda sonora de THX 1138, dirigida per Lalo Schifrin, es va publicar l'any 1970. La gravació va tenir lloc el 15 i 16 d'octubre de 1970 als the Burbank Studios a Burbank, Califòrnia.

### Llista de cançons
1. Logo – 00:08
2. Main Title / What's Wrong? – 03:14
3. Room Tone / Primitive Dance – 01:46
4. Be Happy / LUH / Society Montage – 05:06
5. Be Happy Again (Jingle of the Future) – 00:56
6. Source #1 – 05:18
7. Loneliness Sequence – 01:28
8. SEN / Monks / LUH Reprise – 02:44
9. You Have Nowhere to Go – 01:12
10. Torture Sequence / Prison Talk Sequence – 03:42
11. Love Dream / The Awakening – 01:47
12. First Escape – 03:01
13. Source #3 – 03:34
14. Second Escape – 01:16
15. Source #4 / Third Escape / Morgue Sequence / The Temple / Disruption / LUH's Death – 08:31
16. Source #2 – 03:17
17. The Hologram – 00:56
18. First Chase / Foot Chase / St. Matthew's Passion (Bach) (End Credits) – 07:40

## Recepció

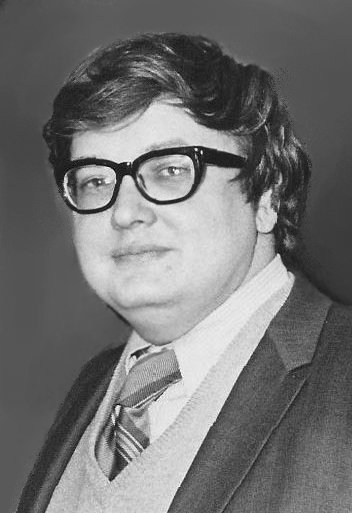
El crític Roger Ebert va lloar els efectes de la pel·lícula.

THX 1138 es va estrenar als cinemes l'11 de març de 1971 i va ser un fracàs comercial, guanyant 945.000 dòlars en lloguers per a Warner Bros. i una pèrdua general per a l'estudi. Una enquesta contemporània va trobar set crítiques favorables, tres mixtes i cinc negatives.
Roger Ebert del Chicago Sun-Times va atorgar a la pel·lícula tres estrelles de quatre i va escriure: "THX 1138 pateix una mica per la seva història senzilla, però com un treball de la imaginació visual és especial, i tan inquietant com parts de 2001: una odissea de l'espai, Naus silencioses, i The Andromeda Strain." Gene Siskel del Chicago Tribune va atorgar dues estrelles de quatre i va declarar: "El principal problema d'aquesta pel·lícula és que li falta imaginació, el component essencial d'una pel·lícula de ciència-ficció. Algunes persones podrien afirmar que el món de THX 1138 és aquí ara mateix. Una opinió més raonable sosté que estem enfrontar els problemes d'aquest món ara mateix. El temps ha passat per la pel·lícula."
Vincent Canby de The New York Times va escriure: "Tanmateix, ni com a drama de persecució ni drama social, THX 1138 és el més interessant. Més aviat és com un muntatge impressionant d'efectes de llum, color i so que creen el seu propi impacte emocional... L'èxit de Lucas en el seu primer llarg és encara més extraordinari quan t'adones que té 25 anys i que va rodar la major part de la pel·lícula a San Francisco, amb un pressupost que probablement no cobriria el cost de la meitat d'una de les naus espacials del 2001 de Stanley Kubrick."
Arthur D. Murphy de Variety va observar: "Probablement no sigui un èxit artístic o comercial en el seu propi temps, la producció d’American Zoetrope (grup de Francis Ford Coppola) podria arribar amb el temps a convertir-se en un clàssic del cinema estilístic i abstracte." Charles Champlin de Los Angeles Times va elogiar la pel·lícula com "un desplegament impressionant dels recursos auditius i visuals de la pantalla per suggerir un món nou i temible de tirania mitjançant la tecnologia", i afegeix que "Lucas és, òbviament, un mestre dels efectes cinematogràfics amb un do extraordinari especial per descobrir l'aspecte del futur en llocs mundans com estructures d'aparcament i passadissos d'oficines". Champlin va subratllar que "la veritable emoció de THX 1138 no és realment el missatge, sinó el mitjà: l'ús de la pel·lícula no per explicar una història tant com per transmetre una experiència, una impressió creïble d'una dictadura fantàstica i espantosa del demà."
Kenneth Turan va escriure a The Washington Post: "Afortunadament, la pel·lícula no és gens banal, sinó que és molt impactant. Òbviament, Lucas creia fermament en aquesta visió futurista, i la pel·lícula dibuixa la seva vitalitat i unitat per la seva creença, i pel fet que no es va embotellar per complir condicions arbitràries sinó que va permetre la via lliure necessària per aconseguir la integritat." Penelope Houston de The Monthly Film Bulletin va comentar: "Detalls de la societat futura: panells de control, pantalles de monitors, veus de comercials de televisió calmants, policies robots inexorablement tranquils, l'animal humà es va girar. autòmat en aparença i funció, però esclatant en una història d'amor condemnada, tots són tolerablement persuasius, però en resum més aviat un munt de predictibilitat. Al nivell orwellià d'idees, el nou món passiu de Lucas és massa indeterminat per portar prou condemna i, en conseqüència, prou acusació amenaçadora."
La pel·lícula ha continuat guanyant elogis de la crítica i ha tingut una puntuació d'aprovació del 86% a Rotten Tomatoes basada en 63 ressenyes, amb una puntuació mitjana de 6,85/10. El consens diu: "El primer llargmetratge de George Lucas presenta un futur sobrant, desolador i distòpic, i presenta un disseny d'escenografia mínimament evocador i efectes de so esgarrifosos." A Metacritic té una mitjana ponderada de 75 sobre 100 basat en 8 ressenyes, que indiquen "crítiques generalment favorables".

### Premis
La pel·lícula va rebre una nominació al 24è Festival Internacional de Cinema de Canes de 1971 de la Federació Internacional de la Premsa Cinematogràfica a la secció Quinzena de Cineastes.

## Versions

### Pel·lícula d'estudiant de 1967
La primera versió va ser una pel·lícula d'estudiants de 15 minuts per a l'USC School of Cinematic Arts titulada Electronic Labyrinth: THX 1138 4EB. Va ser llançat com a funció addicional juntament amb el llançament de la versió del director de 2004.

### Versió d'estudi de 1971
La versió d'estudi de 1971, distribuïda als cinemes, va ser tallada en cinc minuts (en contra de la voluntat de Lucas) per Warner Bros. Aquesta versió de 81 minuts no s'ha publicat mai en cap format de mitjans domèstics.

### Versió restaurada de 1977
El 1977, després de l'èxit de Star Wars, THX 1138 es va tornar a llançar amb el metratge restaurat que havia estat esborrat per Warner Bros., però encara no ha aconseguit popularitat. Aquesta versió es va publicar més tard en formats VHS (88 minuts) i LaserDisc (86 minuts).

### Versió del director de 2004
El 2004, es va estrenar The George Lucas Director's Cut de la pel·lícula. Sota la supervisió de Lucas, la pel·lícula va ser sotmesa a un procés de restauració extensa i digital intermediate per Lowry Digital i Industrial Light & Magic (ILM), on el negatiu original s'ha escanejat, s'ha aplicat la correcció de color digital i es va crear un master digital nou. També es van aplicar a la pel·lícula imatges generades per ordinador i tècniques de restauració d'àudio/vídeo.
A petició de Lucas, l'equip de previsualització de Skywalker Ranch va treballar amb ILM durant mitjans de 2003. L'equip també va realitzar una sessió d'un sol dia per formar la base de nous efectes visuals digitals, principalment per ampliar les escenes ampliant les multituds i afegint detalls a la configuració i fons de moltes escenes.
Aquests canvis van augmentar la durada de la pel·lícula a 88 minuts. Aquesta versió del director es va estrenar a un nombre limitat de sales de projecció digital el 10 de setembre de 2004, i després en DVD el 14 de setembre de 2004. La pel·lícula es va estrenar en Blu-ray el 7 de setembre de 2010. Amb l'addició del contingut afegit,la classificació de la MPAA fou canviada de GP (ara coneguda com PG) a R per "sexualitat/nuesa". És l'única pel·lícula dirigida per Lucas que té una qualificació "R".

### Novel·lització
Una novel·lització basada en la pel·lícula va ser escrita per Ben Bova i publicada el 1971. Segueix de prop l'argument de la pel·lícula, amb quatre addicions:
- Un personatge addicional, Control, és l'administrador final de la ciutat semblant a un comptable. Diversos passatges representen els esdeveniments des del seu punt de vista.
- Després de tenir relacions sexuals amb LUH 3417, THX 1138 consulta un psicòleg i ho admet tot. Aquest psicòleg transfereix la confessió a Control, provocant el bloqueig mental i l'arrest a la fàbrica.
- El judici i la mort de LUH 3417 es representen de primera mà des del seu punt de vista i des del de Control.
- En lloc de pujar a l'exterior per presenciar una posta de sol, el THX 1138 s'enfila i passa la nit a la superestructura, i surt al matí per trobar altres humans que viuen fora.

## Etimologia i referències
La importància del nom THX 1138 ha estat objecte de moltes especulacions. Lucas va triar les lletres i els números per les seves qualitats estètiques, especialment per la seva simetria. Lucas va anomenar la pel·lícula pel seu número de telèfon. mentre era a la universitat, 849-1138: les lletres THX corresponen als números 8, 4 i 9 del teclat. Tanmateix, Walter Murch va dir que sempre va creure que Lucas volia que THX fos "sexe". LUH seria "amor" i SEN seria "pecat". John Lithgow va descriure el títol THX 1138 com "llegit com un número de matrícula".
Nombroses referències a "1138" o "THX 1138" apareixen al llarg de Star Wars, i altres pel·lícules de Lucas. THX 138 és el número de matrícula de l'hot rod de John Milner a American Graffiti. Lucas va fundar THX Ltd., desenvolupador dels estàndards de reproducció audiovisual "THX".